# Идиот (опера)
«Идиот» — опера в четырёх актах советского композитора Мечислава Вайнберга, написанная на сюжет одноименного романа Ф. М. Достоевского.

## История создания и постановок
«Идиот» — последняя по счету опера Моисея (Мечислава) Вайнберга, завершённая в 1986 году. Впервые с большими купюрами и изменениями была поставлена на сцене Камерного музыкального театра имени Б. А. Покровского. 24 мая 2011 года опера (также со значительными сокращениями) была исполнена студентами факультета музыкального театра ГИТИСа и исполнялась в этой постановке на сцене Учебного театра по 13 июня 2013 года. Мировая премьера полной версии оперы состоялась 9 мая 2013 года на сцене Мангеймского оперного театра под руководством дирижёра Томаса Зандерлинга.

## Действующие лица
| Партия                                   | Голос         | Исполнитель на премьере 9 мая 2013 (Дирижёр: Томас Зандерлинг) |
| ---------------------------------------- | ------------- | -------------------------------------------------------------- |
| Князь Лев Николаевич Мышкин              | тенор         | Дмитрий Головнин                                               |
| Парфен Семенович Рогожин                 | баритон       | Стивен Шешарег                                                 |
| Настасья Филипповна Барашкова            | сопрано       | Людмила Слепнева                                               |
| Лукьян Тимофеевич Лебедев                | баритон       | Ларс Мёллер                                                    |
| Афанасий Иванович Тоцкий                 | бас-баритон   | Брайан Бойс                                                    |
| Иван Федорович Епанчин, генерал          | бас           | Бартош Урбанович                                               |
| Елизавета Прокофьевна Епанчина, его жена | меццо-сопрано | Эльжбета Ардам                                                 |
| Аглая, их дочь                           | меццо-сопрано | Анна-Тереза Мёллер                                             |
| Александра, их дочь                      | сопрано       | Корнелия Птассек                                               |
| Аделаида, их дочь                        | немая роль    |                                                                |

## Постановки
- 19 декабря 1991 года — мировая премьера (сокращённая версия), Камерный музыкальный театр имени Б. А. Покровского, Москва
- 9 мая 2013 года — мировая премьера (полная версия), Национальный театр Мангейма, где роль князя Мышкина исполин Зураб Зурабишвили[1].
- 6 июля 2016 года — премьера полной версии в постановке режиссёра Алексея Степанюка в Концертном зале Мариинского театра, Санкт-Петербург[2]
- 12 февраля 2017 года в Большом театре состоялась премьера оперы в постановке Евгения Арье.
- 28 апреля 2023 года в  Театре ан дер Вин у Вены в постановке Василия Бархатова
- 2 августа 2024 на Зальцбургском фестивале в постановке Кшиштофа Варликовского (издание на Blu-ray — 2025)